# Czarna (powiat miński)
Czarna – wieś sołecka w Polsce położona w województwie mazowieckim, w powiecie mińskim, w gminie Stanisławów.
Wieś szlachecka położona była w drugiej połowie XVI wieku w powiecie garwolińskim  ziemi czerskiej województwa mazowieckiego. W latach 1975–1998 miejscowość należała administracyjnie do województwa siedleckiego.
We wsi bierze początek rzeka Czarna. Wieś słynie z uprawy Lnu Oleistego. W Czarnej znajduje się jednostka ochotniczej straży pożarnej.
Wierni Kościoła rzymskokatolickiego należą do parafii św. Anny w Jakubowie.